# قره‌جمیرلی
قره‌جمیرلی (به لاتین: Qaracəmirli) یک منطقه مسکونی در جمهوری آذربایجان است که در شهرستان شمکور واقع شده است. قره‌جمیرلی ۵۲۴۳ نفر جمعیت دارد.